# Route 15 (Colombie-Britannique)
La Route 15, connue comme la Pacific Highway, est une route sud / nord de 20,99 km (13,04 mi) dans la ville de Surrey. Le terminus sud de la route est dans l'État de Washington à l'échangeur avec l'I-5 à Blaine, comme State Route 543 (SR 543). La SR 543 est une route de 1,09 mi (1,75 km) reliant l'I-5 à la frontière canado-américaine. Plus de 3 000 camions empruntent le poste-frontière entre la SR 543 et la BC 15, puisque le poste frontière de l'I-5 et de la route 99 ne permet pas l'accès aux camions commerciaux.

## Description du tracé

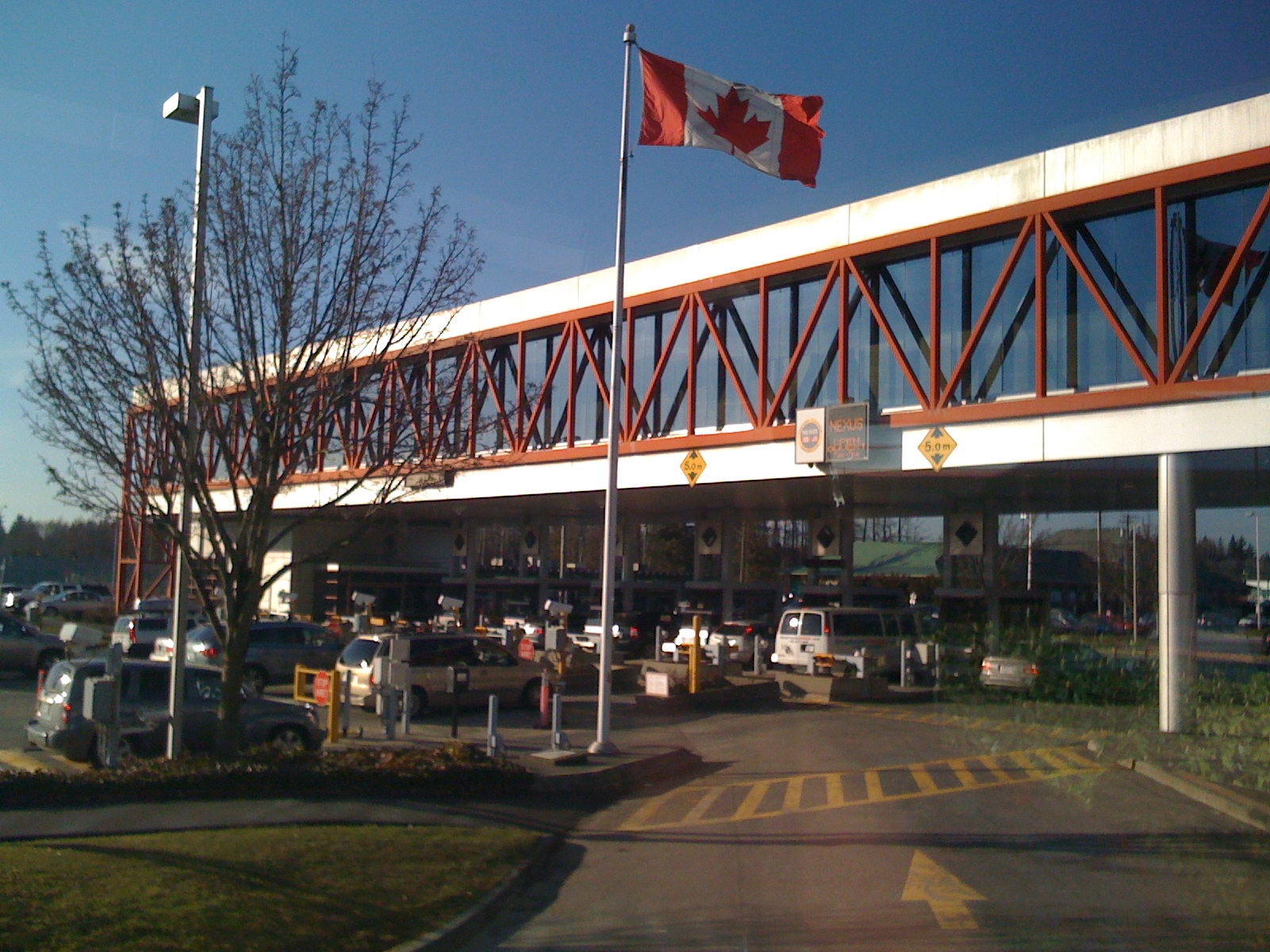
Poste-frontière canadien

La SR 543 est une courte route se trouvant dans la ville de Blaine, Washington. Elle relie l'I-5 à la frontière canado-américaine. Elle débute à un échangeur avec l'autoroute et traverse une zone industrielle. Elle possède de intersections à niveau de même qu'un échangeur.
Alors qu'elle approche des douanes canadiennes, la route se divise en plusieurs voies. Du côté canadien de la frontière, la route continue vers le nord comme route 15 dans la municipalité de Surrey. Elle passe par un quartier résidentiel et a une intersection avec 8 Avenue, laquelle donne accès à la route 99. La route 15 se dirige vers le nord comme route à quatre voies séparées dans une zone rurale. Elle traverse la rivière Nicomekl et entre ensuite dans le quartier Cloverdale pour y croiser la route 10. La route 15 parcourt un district commercial en poursuivant son trajet vers le nord. Elle croise ensuite la route 1A (Route Fraser) et atteint finalement son terminus nord à l'échangeur avec la route 1. Son trajet se poursuit comme route 17 qui se rend à Delta, au sud-ouest.

## Intersections majeures
| Comté / District régional               | Ville  | km    | Destinations                                                                                  | Notes                                                                             |
| --------------------------------------- | ------ | ----- | --------------------------------------------------------------------------------------------- | --------------------------------------------------------------------------------- |
| Whatcom, WA                             | Blaine | 0,00  | I-5 sud – Bellingham, Seattle                                                                 | Sortie 275 de l'I-5; sortie direction sud, entrée direction nord                  |
| Whatcom, WA                             | Blaine | 1,45  | D Street – Centre-ville de Blaine                                                             | Échangeur                                                                         |
| Whatcom, WA                             | Blaine | 1,75  | Frontière canado-américaine Terminus nord de la SR-543 • Terminus sud de la BC-15             | Frontière canado-américaine Terminus nord de la SR-543 • Terminus sud de la BC-15 |
| Metro Vancouver, BC                     | Surrey | 0,00  | Frontière canado-américaine Terminus nord de la SR-543 • Terminus sud de la BC-15             | Frontière canado-américaine Terminus nord de la SR-543 • Terminus sud de la BC-15 |
| Metro Vancouver, BC                     | Surrey | 1,53  | 8 Avenue vers BC-99 / I-5 sud – White Rock, Vancouver, Poste frontalier de l'Arche de la Paix |                                                                                   |
| Metro Vancouver, BC                     | Surrey | 11,29 | BC-10 (56th Avenue) – Delta, Langley                                                          |                                                                                   |
| Metro Vancouver, BC                     | Surrey | 15,19 | BC-1A (Route Fraser) – New Westminster, Centre-ville de Langley                               |                                                                                   |
| Metro Vancouver, BC                     | Surrey | 20,02 | BC-1 – Vancouver, Hope                                                                        | Échangeur; sortie 53 de la BC-1                                                   |
| Metro Vancouver, BC                     | Surrey | 20,02 | BC-17 (South Fraser Perimeter Road) – Delta                                                   | La BC-15 nord devient la BC-17 ouest                                              |
| - Accès incomplet - Transition de route |        |       |                                                                                               |                                                                                   |